# کنفرانس تغییر اقلیم سازمان ملل متحد ۲۰۲۲
کنفرانس تغییر اقلیم سازمان ملل متحد ۲۰۲۲ یا کنفرانس تغییر آب‌وهوایی سازمان ملل متحد ۲۰۲۲ که بیشتر با عنوان کنفرانس اعضای یوان‌اف‌سی‌سی‌سی {UNFCCC) با کوته‌نوشت سی‌اُپی۲۷ یا (کوپ۲۷)شناخته می‌شود، به عنوان بیست و هفتمین کنفرانس تغییرات آب و هوایی سازمان ملل متحد از ۶ نوامبر تا ۱۸ نوامبر ۲۰۲۲ در شرم الشیخ، مصر برگزار می‌شود.این نشست به ریاست سامح شکری وزیر امور خارجه مصر با حضور بیش از ۹۰ تن از سران دولت و نمایندگان ۱۹۰ کشور با حدود ۳۵ هزار اعضای گروه‌های بین‌المللی و نمایندگان آنها برگزار می‌شود.
هدف نهایی کنفرانس کوپ۲۷ ۲۰۲۲ مورد مناقشه است. کشورهای ثروتمند بر روی راه‌هایی برای کمک به کشورهای در حال توسعه تمرکز خواهند کرد تا سوخت‌های فسیلی را به تدریج کنار بگذارند و به سمت انرژی‌های تجدیدپذیر بروند. اما انتظار می‌رود که تنش‌ها بین کشورهای ثروتمند، توسعه‌یافته و کشورهای فقیرتر؛ که آنها بیشترین تأثیرات آب‌وهوایی را متحمل می‌شوند، بر سر اینکه چه کسی باید هزینه‌های گرمایش جهانی را بپردازد، نیز می‌تواند معیار تعیین کنندهٔ موفقیت این کنفرانس باشد.
این کنفرانس از زمان نخستین توافقنامهٔ آب‌وهوایی سازمان ملل متحد در سال ۱۹۹۲، همه سالانه برگزار می‌شود. دولت‌ها از آن برای توافق بر سر سیاست‌هایی برای محدود کردن افزایش دمای جهانی و سازگاری با اثرات مرتبط با تغییر آب‌وهوا استفاده می‌کنند.

## پیشینه

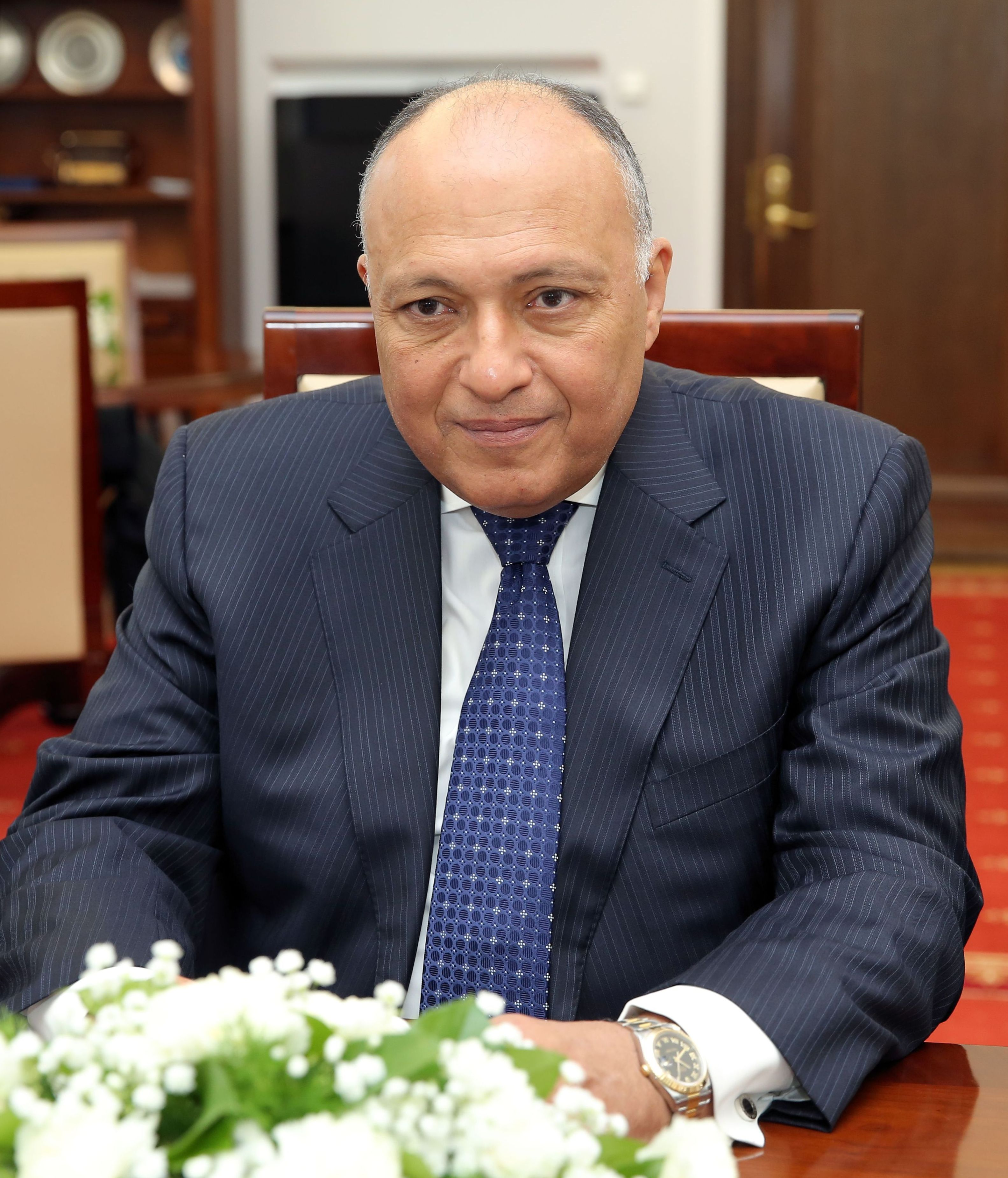
وزیر امور خارجه مصر سامح شکری رئیس (پرزیدنت) در کوپ۲۷ خواهد بود.

مصر پس از ارائهٔ یک پیشنهاد موفق در سال ۲۰۲۱ به عنوان میزبان این کنفرانس معرفی شد. در ۸ ژانویه ۲۰۲۲، وزیر محیط زیست مصر، یاسمین فؤاد، با رئیس کوپ۲۶، الوک شارما برای بحث در مورد آمادگی برای برگزاری کنفرانس ملاقات کرد. سازمان‌دهندگان مصری به کشورها توصیه کردند که تنش‌ها را در مورد تهاجم روسیه به اوکراین در سال ۲۰۲۲ کنار بگذارند تا از موفقیت‌آمیز بودن مذاکرات اطمینان حاصل شود.
اقدامات احتمالی تغییر اقلیم در مجمع عمومی سازمان ملل متحد در سال ۲۰۲۲ مورد بحث قرار گرفت، از جمله دولت‌های چندین کشور جزیره‌ای که ابتکار کشورهای در حال ظهور را آغاز کردند، و دانمارک و اسکاتلند اقدامات مالی برای کشورهای در حال توسعه را اعلام کردند. در ۱۴ اکتبر ۲۰۲۲، دولت اسکاتلند به عنوان یک «مسئولیت اخلاقی اقلیمی» در غرامت آب‌وهوایی را خواستار شد. در جلسهٔ قبل از COP در اکتبر ۲۰۲۲، آنتونیو گوترش، دبیرکل سازمان ملل متحد، بر اهمیت این کنفرانس با توجه به تأثیرات تغییرات آب‌وهوایی مشاهده‌شده در سال ۲۰۲۲، مانند سیل در پاکستان، امواج گرما در اروپا و توفند یان تأکید کرد.
این کنفرانس اولین COP خواهد بود که از سال ۲۰۱۶، زمانی که کوپ۲۲ در مراکش برگزار شد، در یک کشور آفریقایی برگزار می‌شود (هرچند شبه‌جزیره سینا و شرم‌الشیخ در قسمت آسیایی مصر قرار دارد). سامح شکری وزیر امور خارجه مصر در آغاز کنفرانس ریاست کنفرانس را از شرما تحویل و بر عهده خواهد گرفت. ایالات متحده مصمم است از گفتگوهای اقلیمی در شرم‌الشیخ کوپ۲۷ حمایت کند و خواهد کوشید به کشورهایی که بیشتر تحت تأثیر تغییرات آب‌وهوایی هستند کمک کند.
یک هفته پیش از اجلاس، UNEP گزارشی را منتشر کرد که در آن توضیح می‌داد که چگونه «هیچ مسیر معتبری» برای محدود کردن افزایش دمای جهانی به ۱٫۵ درجه سانتیگراد وجود ندارد و تلاش‌های کاهش از زمان برگزاری کوپ۲۶ «به طرز تأسف‌باری ناکافی» بوده است.
دو روز پیش از شروع مذاکرات، مصالحه‌ای حاصل شد؛ «این بحث بر «همکاری و تسهیل» متمرکز خواهد بود نه «مسئولیت یا غرامت».

### حمایت
این کنفرانس توسط کوکاکولا حمایت می‌شود. با توجه به سهم این شرکت در آلودگی پلاستیکی، چندین فعال محیط زیست پیشنهاد کردند که این اقدام می‌تواند تنها یک سبزشویی باشد.

### چالش‌های قارهٔ آفریقا
در گزارشی که در اکتبر ۲۰۲۱ منتشر شد، هیئت بین‌دولتی تغییرات آب‌وهوایی (IPCC) آفریقا را آسیب‌پذیرترین قاره در برابر تأثیرات تغییرات آب‌وهوایی می‌داند. در حقیقت بیش از ۱۰۰ میلیون آفریقایی از هم‌اکنون تا سال ۲۰۳۰ توسط گرمایش جهانی در معرض تهدید قرار خواهند گرفت؛ بنابراین بسیاری از دولت‌ها، سازمان‌های غیردولتی و مفسران آفریقایی امیدوارند که برگزاری این اجلاس در یک کشور آفریقایی باعث بهبود دیده شدن خواسته‌های اولویت‌دار جامعهٔ مدنی و کشورها، به‌ویژه غرامت کشورهای در حال توسعه برای پیامدهای گرمایش جهانی به‌خصوص آفریقایی شود.

## حضور

ورودی مرکز همایش کنفرانس کوپ۲۷ در شرم الشیخ مصر.

دولت مصر، به عنوان «استراتژی بهبود کووید-۱۹»، قیمت هتل‌ها را در شرم الشیخ افزایش داد که منجر به نگرانی در مورد مقرون به صرفه بودن و فراگیر بودن شرکت در کنفرانس شد.وزارتخانه‌های خارجی، محیط زیست و همبستگی اجتماعی مصر به‌طور خصوصی سازمان‌های غیردولتی محلی را که مجاز به ثبت نام برای یک بار شرکت در اجلاس آب‌وهوا هستند، انتخاب و بررسی کردند. روند درخواست و معیارهای انتخاب عمومی اعلام نشد.

### شرکت‌کنندگان
انتظار می‌رود حدود ۹۰ تن از سران کشورها و نمایندگان بیش از ۱۹۰ کشور در آن شرکت کنند. جو بایدن، رئیس‌جمهور ایالات متحده و جان کری، نماینده سیاسی آب و هوا، هر دو انتظار می‌رود که شرکت کنند، همین‌طور امانوئل ماکرون، رئیس‌جمهور فرانسه، اولاف شولتس، صدراعظم آلمان، اورزولا فون در لاین، کمیسر اروپایی، نارندرا مودی، نخست‌وزیر هند و جورجا ملونی، نخست‌وزیر ایتالیا، هر دو انتظار می‌رود در این مراسم شرکت کنند. رجب طیب اردوغان، رئیس‌جمهور ترکیه نیز احتمالاً شرکت خواهد کرد؛ از آنجا که نتوانست در کوپ۲۶ شرکت کند.
ریشی سوناک، نخست‌وزیر بریتانیا، گفته بود که در کوپ۲۷ شرکت نخواهد کرد. با این حال، در ۲ نوامبر، سوناک از موضع خود عقب نشست و گفت که شرکت خواهد کرد. نخست‌وزیر سابق بوریس جانسون و وزیر اول اسکاتلند نیکولا استورجن نیز هر دو در این مراسم حضور دارند.
درست پس از پیروزی در انتخابات عمومی برزیل در سال ۲۰۲۲، لولا دا سیلوا رئیس‌جمهور منتخب برزیل تأیید کرد که در این اجلاس شرکت خواهد کرد.

### غیر شرکت کنندگان
در سپتامبر ۲۰۲۲، مصر به بریتانیا هشدار داد که از اهداف آب‌وهوایی خود عقب‌نشینی نکند، با توجه به تغییر در دولت جدید نخست‌وزیر لیز تراس، و اعلام این که پادشاه جدید چارلز سوم به توصیهٔ تراس در کنفرانس شرکت نخواهد کرد. پس از استعفای تراس، درخواست عدم حضور چارلز سوم به قوت خود باقی ماند. نخست‌وزیر استرالیا، آنتونی آلبانیزی، رئیس‌جمهور برزیل، ژائیر بولسونارو، رئیس‌جمهور چین شی جین پینگ، و گرتا تونبرگ، فعال آب‌وهوای سوئدی، همگی در کوپ۲۷ حضور ندارند. ولادیمیر پوتین رئیس‌جمهور روسیه نیز بعید است در آن شرکت کند.

## مسیر گفتگو
در ۷ و ۸ نوامبر، کنفرانس با اجلاس رهبران جهانی آغاز می‌شود و پس از آن در هفتهٔ اول در مورد موضوعاتی مانند تأمین مالی آب‌وهوا، کربن زدایی، سازگاری با تغییرات آب‌وهوا و کشاورزی بحث و گفتگو خواهد شد. انتظار می‌رود هفتهٔ دوم جنسیت، آب و تنوع زیستی را پوشش دهد. رئیس‌جمهور فرانسه امانوئل مکرون، نخست‌وزیر هلند مارک روته و رئیس‌جمهور سنگال مکی سال میزبان رویدادی در مورد تسریع اقدامات در مورد تغییرات آب‌وهوا در آفریقا خواهند بود.
به فضاهای رویداد در روز افتتاحیه کنفرانس گفته شد که ممکن است نیاز به لغو داشته باشند، مگر اینکه شامل بازدید از سران کشورها، پس از تشدید تدابیر امنیتی باشد. این محدودیت‌ها برای روز بعد از کنفرانس اعمال نخواهد شد. برخی سازمان‌های غیردولتی از این اقدام انتقاد کردند. انتظار می‌رود دسترسی رسانه‌ها به غرفه‌ها نیز با محدودیت‌های سنگینی همراه باشد.

## پیش از دستور
پیش از اجلاس، دیده‌بان حقوق بشر در مورد وضعیت آزادی بیان در مصر و همچنین وضعیت حقوق بشر گسترده‌تر، ابراز نگرانی کرد و این سؤال را مطرح کرد که تا چه حد امکان اعتراض وجود دارد. مسائلی که توسط منتقدان مطرح شد شامل سیستم سیاسی اقتدارگرا، زندان‌های دسته جمعی و محدود کردن جامعه مدنی و مخالفان از سال ۲۰۱۳، تحت رهبری عبدالفتاح السیسی بود. علا عبد الفتاح، فعال مصری زندانی، از برگزاری کوپ۲۷ در مصر انتقاد کرد و اظهار داشت که «از بین همه کشورهایی که میزبانی می‌کنند، کشوری را انتخاب کردند که اعتراض را ممنوع می‌کند و همه را به زندان می‌فرستد، که نشان می‌دهد جهان چگونه با این موضوع برخورد می‌کند». نائومی کلاین، بیل مک کیبن و کارولین لوکاس، نماینده حزب سبز بریتانیا، از جمله امضاکنندگانی هستند که نامه‌ای را امضا کرده‌اند که جزئیات نگرانی‌های خود را دربارهٔ برگزاری کوپ۲۷ در مصر بیان می‌کند.
در ۱۵ ژوئیه ۲۰۲۲، یک مشاور کاخ سفید، جروم فاستر دوم، و یک فعال عدالت جوی بریتانیا، الیجا مکنزی-جکسون، نامه ای به UNFCCC نوشتند و انتخاب مصر به عنوان میزبان کوپ۲۷ را محکوم کردند. نامه ای که به پاتریشیا اسپینوزا، دبیر اجرایی UNFCCC نوشته شده، از آن خواسته شده است تا کنفرانس را به دلیل نگرانی در مورد حقوق دگرباشان جنسی، حقوق زنان و سرکوب حقوق مدنی به کشور آفریقایی امن تر دیگری منتقل کند. گروه‌های مختلف حقوق بشر، از جمله عفو بین‌الملل، کوپ۲۷ را فرصتی برای مصر برای برداشتن محدودیت‌های فضای مدنی می‌دانستند و از آن حمایت می‌کردند که زندانیان سیاسی خود را آزاد کند و پس از پایان کوپ۲۷ یک محیط امن برای مدافعان ایجاد کند.
گزارش‌ها نشان داد که یک فرایند ثبت نام مخفی سازمان‌های جامعه مدنی منتقد دولت مصر را از شرکت در کوپ۲۷ محروم کرد. وزارتخانه‌های خارجی، محیط‌زیست و همبستگی اجتماعی مصر به‌طور خصوصی سازمان‌های غیردولتی را انتخاب کرده و مورد بررسی قرار دادند که اجازه دارند برای یک بار ثبت‌نام برای اجلاس آب و هوا درخواست دهند. روند درخواست و معیارهای انتخاب عمومی اعلام نشد.
در ۱۲ سپتامبر ۲۰۲۲، دیده‌بان حقوق بشر گزارشی را بر اساس مصاحبه با بیش از ده‌ها فعال، دانشگاهیان، دانشمندان و روزنامه نگارانی که بر روی مسائل زیست‌محیطی مصر کار می‌کردند، منتشر کرد. بر اساس این گزارش، محدودیت‌های شدیدی که توسط دولت مصر بر سازمان‌های غیردولتی مستقل، از جمله گروه‌های محیط‌زیست تحمیل شده است، توانایی سازمان‌ها را برای انجام حمایت مستقل و کار میدانی ضروری برای حفاظت از محیط‌زیست طبیعی به شدت کاهش داده است. دولت مصر همچنین به دلیل عدم اقدام ادعایی در مورد تغییرات آب‌وهوا و کاهش مصرف سوخت فسیلی با انتقاداتی مواجه شده است به عنوان یک استراتژی بهبود COVID-19، دولت مصر قیمت هتل‌ها را افزایش داد که منجر به نگرانی در مورد مقرون به صرفه بودن و فراگیر بودن کنفرانس شد.
در اکتبر ۲۰۲۲، مدیر محیط زیست دیده‌بان حقوق بشر، ریچارد پیرهاوس، اظهار داشت که مصر تهدید کرده است که با ساکت کردن محیط بانان مستقل این کشور قبل از کوپ۲۷، اقدام مهم آب‌وهوایی جهانی را از مسیر خارج خواهد کرد. وی گفت: حقوق بشر در مقابل اقدام اقلیمی یک بحث نادرست است، نه یا نیست، ما به مردم در خیابان، محیط بانان مستقل و فعالان حقوق بشر، دعوای راهبردی و دادگاه‌های مستقل برای ایجاد تغییر نیاز داریم.

### گشایش
عبدالفتاح السیسی، رئیس‌جمهور مصر، در سخنان افتتاحیه خود، از کشورها خواست تا در مورد تغییرات غیرعادی آب‌وهوایی اقدام کنند و توجه آنان را به تأثیر رویدادهای شدید آب‌وهوایی در سال‌های اخیر جلب کرد.میا موتلی، نخست‌وزیر باربادوس، خواستار رویکردی مبتنی بر کمک مالی به جای مبتنی بر وام برای تأمین مالی آب‌وهوا شد.

### مذاکرات
ایالات متحده سیستمی از اعتبارات کربن را برای تسهیل انتقال انرژی در کشورهای کم درآمد پیشنهاد کرد. شرکت مالی توسعه ایالات متحده تلاش کرد تا سرمایه‌گذاری را افزایش دهد تا به کشورهای کم درآمد کمک کند تا با تأثیرات مختلف تغییرات آب‌وهوایی مقابله کنند. در مجموع کشورهای ثروتمند در سال ۲۰۲۰ مبلغ ۲۹ میلیارد دلار به این مسئله پرداخته‌اند، اما این تنها کسری است از آنچه که مورد نیاز است. شری رحمان، وزیر آب‌وهوای پاکستان با بیان اینکه سیل در پاکستان ۳۰ میلیارد دلار برای این کشور هزینه دارد که «پاکستان توان پرداخت آن را ندارد»، از کشورهای پردرآمد خواست خسارت‌های ناشی از تغییرات آب‌وهوایی را بپردازند. برخی از کشورها بودجهٔ جدیدی را برای حمایت از ضرر و زیان در روزهای اخیر را اعلام کردند، از جمله نیوزلند (۲۰ میلیون دلار) و اتریش (۵۰ میلیون یورو. آلمان و دانمارک بیش از ۱۷۰ میلیون یورو برای «سپر جهانی»؛ یک صندوق جدید که به کشورهای کم درآمد برای مقابله با بلایای آب‌وهوایی کمک می‌کند، متعهد شدند. انتظار می‌رود مذاکرات بر سر ضرر و زیان ادامه یابد.
یک سایت جدید (ردیابی آب‌وهوایی) (Climate Trace) افتتاح شد که نشان می‌دهد انتشار گازهای گلخانه‌ای دقیقاً از کجا آمده است. نقشه برای عموم باز است. هدف ارائهٔ اطلاعات صحیح به مردم است زیرا اطلاعات خود گزارش شده، به‌ویژه در مورد متان، اغلب قابل اعتماد نیستند. داده‌ها بر اساس اندازه‌گیری‌های ماهواره‌ها و حسگرهای روی زمین و کشتی‌ها و هواپیماها است.

### طرفداران پیمان گیاه‌محوری
ائتلافی از سازمان‌ها به رهبری سازمان مردم‌نهاد بین‌المللی ProVeg نخستین پاویون (غرفه) را که به تأثیر غذا بر آب‌وهوا در یک کنفرانس بین‌المللی آب‌وهوایی اختصاص داده شده بود، برپا کردند. این غرفه غذا برای آب‌وهوا «Food4Climate» نام دارد و شرکت کنندگان همه به دنبال تغییر سیستم‌های غذایی هستند. شرکت کنندگان عبارتند از Upfield آپفیلد، Oatly اوتلی، Impossible Foods غذاهای غیرممکن، پانل بین‌المللی کارشناسان در مورد سیستم‌های غذایی پایدار (IPES-Food)، و بنیاد جرمی کولر.
در ۱۱ نوامبر، افراد مشهور، سیاستمداران و مشاغل نامه‌ای به سامح شکری، رئیس کوپ۲۷ تحویل دادند که در آن از کوپ۲۷ خواستند تا یک معاهده جهانی مبتنی بر گیاه را تصویب کند. این معاهده می‌خواهد:
- پایان دادن به گسترش کشاورزی دام؛
- ترویج تغییر به سمت رژیم‌های مبتنی بر غذای گیاهی پایدار؛
- و تلاش برای «جنگل سازی و بازگرداندن طبیعت» به سیارهٔ زمین.[۴۶]

کسانی که از یک پیمان گیاه‌محوری حمایت می‌کنند، همچنین خواستار پذیرش یک «پیمان خاک» در کوپ۲۷ شدند.
در ۱۲ نوامبر، «نیتین مهتا» (Nitin Mehta)، بنیانگذار مرکز فرهنگی هند لندن در ساندی گاردین نوشت که اگر نمایندگان کوپ۲۷ حکم نکنند که انسان‌ها لازم است «گوشت، ماهی، تخم مرغ و لبنیات را کنار بگذارند»، کوپ۲۷ یک شکست خواهد بود. «سارا گاری» (Sarah Garry) از انجمن علوم خاک بریتانیا؛ در حالی که در کوپ۲۷ در صف منتظر یک همبرگر گیاهی بود به سی‌ان‌بی‌سی (CNBC) گفت که فروشنده تنها مکانی است که غذای گیاهی را در طی این رویداد می‌فروشد، که آن هم با مسائل تدارکاتی مواجه است. رویترز گزارش داد که گوشت کبابی و فعالان معترض به کشاورزی حیوانات حضورشان در کوپ۲۷ بسیار قابل مشاهده است، اما دولت‌ها، که بسیاری از آنها به شدت به کشاورزی دام یارانه می‌دهند، هیچ پیشنهادی برای کاهش تولید محصولات کشاورزی حیوانی ارائه نکرده‌اند. در عوض، دولت‌ها پیشنهادهای فنی بحث‌برانگیزی را برای گرفتن متان از حیوانات یا به پزشک خوراک آنها برای تولید متان کمتر کمک پیشنهاد می‌کنند. طرفداران پیمان گیاه‌محوری در این رویداد همبرگرهای گیاهی رایگان توزیع کردند.